# Metoda Klüvera-Barrery

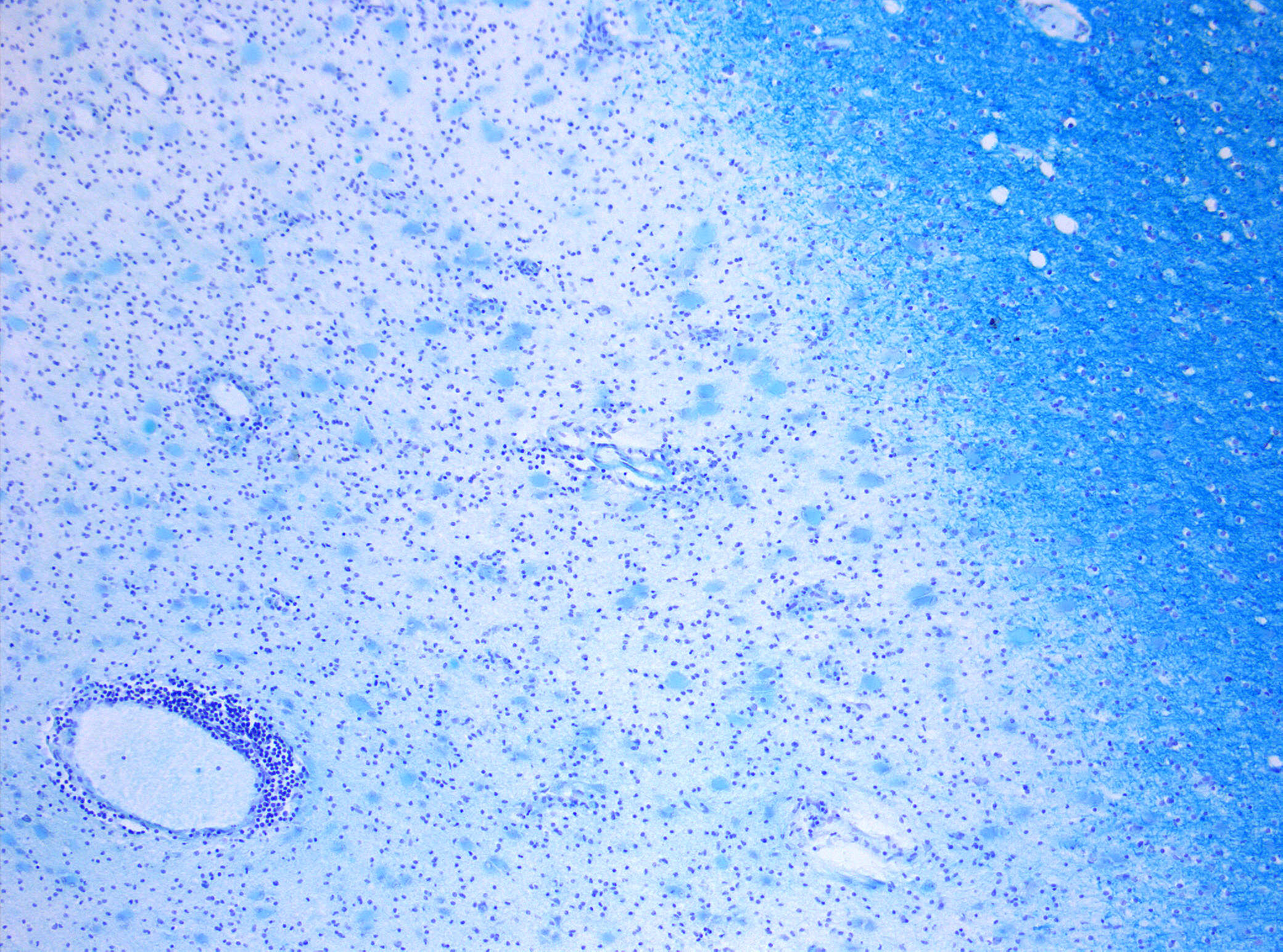
Demielinizacja w stwardnieniu rozsianym. Barwienie mieliny metodą Klüvera-Barrery; dostrzegalne odbarwienie w miejscu zmiany (oryginalne powiększenie 1:100)

Metoda Klüvera-Barrery – metoda barwienia osłonek mielinowych i innych komórek glejowych, stosowana np. w czasie  histologicznych badań neuropatologicznych i neuroanatomicznych. Podczas barwienia tkanek używa się barwnika Luxol Fast Blue i fioletu krezylowego; wybarwiają one, odpowiednio, mielinę i ciałka Nissla.
Technikę opisali Heinrich Klüver i Elizabeth Barrera w 1953 roku.